# Nannoglottis
Nannoglottis là một chi thực vật có hoa trong họ Cúc (Asteraceae).

## Loài
Chi Nannoglottis gồm các loài: